# ヴェンツェル (ドイツ王)
ヴェンツェル（ドイツ語：Wenzel, 1361年2月26日 - 1419年8月16日）は神聖ローマ帝国のローマ王（ドイツ王、在位：1376年 - 1400年）。正式な皇帝に戴冠するためのイタリア遠征は行っていない。ルドルフ1世から続く7代目の非世襲ローマ王で、ルクセンブルク家として3人目。ルクセンブルク朝第3代ボヘミア王ヴァーツラフ4世（チェコ語：Václav IV.）でもある（在位：1378年 - 1419年）。またこの時期のローマ王としては例外的に、父である皇帝およびボヘミア王カール4世（カレル1世）から世襲している。
母は皇帝の3番目の妻でシフィドニツァ公ヘンリク2世の娘であるアンナ。神聖ローマ皇帝兼ハンガリー王・ボヘミア王ジギスムントは異母弟。ブランデンブルク選帝侯（在位：1373年 - 1378年）を兼ね、ルクセンブルク公としてはヴェンセラス2世（在位：1383年 - 1388年）（仏：Venceslas II）。暗愚で数々の失政を犯したためローマ王を廃位され、ボヘミアでも貴族層の対立で王権を弱体化させルクセンブルク家の衰退を招き、怠慢王（der Faule）の渾名を持つ。フス派を庇護したこともボヘミアの孤立をもたらしフス戦争の遠因となった。

## 生涯

### 神聖ローマ帝国の統治と混乱
1361年、カール4世の嫡男としてニュルンベルクで生まれた。誕生から1年後に母が亡くなったが、父からの期待は大きく1373年にブランデンブルク選帝侯位を与えられ、1376年のフランクフルトにおける選挙で選帝侯の全員一致でローマ王に選出され、父の後継者として明確に定められた。だが、父が選帝侯の買収資金調達のため自治都市に税金をかけ、それに反対した都市がシュヴァーベン都市同盟を結成したことはヴェンツェルの治世に大きな災いをもたらした。また、1378年に父が亡くなった時、ブランデンブルクは弟のジギスムントが引き継ぎ、末弟ヨハンはラウジッツの都市ゲルリッツを相続することになった。従兄弟のヨープストもモラヴィアを領有していたため、ヴェンツェルは分割相続で立場を弱めることになった。
1379年からローマ王としての親政を開始したが、シュヴァーベン都市同盟に対抗して諸侯も団結して都市との戦争に突入、ヴェンツェルは1382年から1384年にかけて度々都市同盟の解散を命じたが効果なく、両者は規模を拡大させ1388年に衝突した。手をこまねいていたヴェンツェルは翌1389年5月にエーガーのラント平和令を発布したが、都市同盟の解散、賠償金支払いなど不公平な裁定が目立ち、都市に不利な条件だったため都市の反感を買った。
教会大分裂でもローマ教皇の指名において1379年2月の帝国議会でローマ教皇庁のウルバヌス6世を支持したが、問題を選帝侯達に丸投げして10年以上ボヘミアへ引っ込んでしまったため諸侯からも失望された。ローマ寄りの姿勢は1382年にウルバヌス6世が取り持った異母妹アンナとイングランド王リチャード2世の結婚で深まり、見返りにイングランドの援助でローマで皇帝戴冠式を挙げることを希望したが、都市と諸侯の戦争で帝国が政情不安になっているため実現しなかった。それでも結婚によりプラハ大学とオックスフォード大学の交流が結ばれ両国の文化発展がもたらされたが、それはジョン・ウィクリフの思想がボヘミアへ流れ、ボヘミアにおける宗教改革に大きな役割を果たすことになる。
1395年、イタリア僭主の一人ジャン・ガレアッツォ・ヴィスコンティをミラノ公に叙爵したことで帝国諸侯の不満は限界に達し、ケルン選帝侯・マインツ選帝侯・トリーア選帝侯とプファルツ選帝侯ループレヒト2世がヴェンツェルのローマ王廃位に動き出した。1398年にループレヒト2世は死去したが工作は続けられ、1400年にケルン・マインツ・トリーア選帝侯とプファルツ選帝侯ループレヒト3世（ループレヒト2世の子）がヴェンツェルの廃位を宣言、ループレヒト3世を新たな王に選んだ。ヴェンツェルは廃位を認めず抗議したが、地盤のボヘミアも不安定な状況に置かれていたため軍の動員など有効な手段が取れず、ループレヒトがローマ王、ヴェンツェルはボヘミア王という事実は動かせなかった。以後ヴェンツェルは死ぬまでローマ王を名乗りボヘミアを統治することになる。

### 度重なる権威の失墜
ヴェンツェルは1383年に死去した同名の叔父ヴェンツェル1世からルクセンブルクを受け継いだが、1388年にルクセンブルクをヨープストへ借金の抵当として渡してしまった。以後ルクセンブルクは他国の人間に転売され続けた末にルクセンブルク家から離れていった。同年にジギスムントも同じくブランデンブルクをヨープストへ抵当として譲ったためヨープストの力が増し、反対にヴェンツェル兄弟が領土を失う羽目に陥った。
それだけでなく、ボヘミアでも失政を重ねた。1393年、ボヘミアに司教座を設置しようとしてプラハ大司教ヤン・イェンシュテインと対立し大司教を投獄、すぐに釈放したが側近に拷問を加え、大司教総代理のヤン・ネポムツキーを殺害する事件を起こした。それが切っ掛けで上級貴族とヨープストが扇動した反乱が起こり、1394年5月にヴェンツェルはヨープストに捕らえられ監禁されてしまった。数ヶ月後に末弟ヨハンの尽力で釈放されたが、1396年にヨハンが死去、代わりにジギスムントを頼りにしたが、ハンガリー王の彼にはボヘミアへ介入出来る暇が無く、貴族層の要求でヴェンツェルは高官の任命や地方の裁判権を上級貴族へ明け渡し、王権を衰退させた。
ローマ王廃位後もボヘミアの混乱と一族間の対立を収められず、1402年に対立したジギスムントの手により再び監禁、ジギスムントと懇意にしていたハプスブルク家への人質としてオーストリアのウィーンへ移送される有様だった。翌1403年に釈放されプラハへ帰還したが、ボヘミアは治安悪化で盗賊が荒らし回り、都市や修道院が対抗のため武装、貴族と聖職者の権力争いなどで先が見えない不穏な情勢に覆われていた。

### フス派の台頭
教会大分裂終息のため公会議の提案・実現が近付く中、ボヘミア王としてウィクリフの思想を支持するヤン・フスとその支持者を保護したが、1403年にプラハ大司教に就任したローマ派のズビニェク・ザイーツがウィクリフ派（後のフス派）を摘発し始めると、1408年7月にザイーツへ圧力をかけプラハに異端は存在しないと虚偽の発表をさせた。これにはピサ教会会議開催に合わせた政治的思惑が絡んでおり、ヴェンツェルは教会会議を中立という形で支持する見返りにローマ王復帰を約束させ、教会会議と手を組む関係上国内に異端がいるというのは都合が悪いため、ウィクリフ派には見て見ぬふりを決め込んでいたのである。プラハ大学にいるウィクリフ派が中立を支持していたという事情もあり、大学の支持を背景に中立を貫く計算も働いていた。
だが、ザイーツ大司教はローマ教皇グレゴリウス12世支持を表明、ウィクリフ派の牙城と化したプラハ大学と対立、プラハ大学内部でもボヘミア外の教授・学生などで構成された「ドイツ国民団」がボヘミア出身の「ボヘミア国民団」と対立していた。ヴェンツェルは1409年にクトナー・ホラでボヘミア国民団に有利な裁定を下し（クトナー・ホラの勅令）、反発したドイツ国民団を追放（彼らは後にライプツィヒ大学へ移る）、1410年にウィクリフ派の台頭を恐れたザイーツが亡命して表面的にボヘミアは平穏になった。同年にループレヒトが死去、それに伴いジギスムントとヨープストがローマ王に立候補したが、翌1411年にヨープストも亡くなったためジギスムントがローマ王に選出された。
状況が一変したのは1412年、ピサの対立教皇ヨハネス23世（ピサ教会会議で選出されたアレクサンデル5世は1410年に死去）がナポリ王ラディズラーオ1世討伐のため、プラハで贖宥状を販売してからである。大学の有力者になっていたフスは贖宥状販売やそれを行ったヨハネス23世を非難したため、教皇から破門されたフスを庇い切れないと悟ったヴェンツェルはフスへプラハ退去を言い渡した。フスが去った後もヴェンツェルは大学の内紛を収めるべく調停を試みたが失敗、1414年になるとヨハネス23世から異端問題が解決しなければ十字軍派遣も辞さずという脅迫の書状が送られ、ボヘミアは徐々にヨーロッパから孤立していった。
ジギスムントがフスと交渉した末にフスはコンスタンツ公会議に赴きボヘミアを旅立ったが、公会議で裁判に引き立てられたフスが1415年に処刑されると、ボヘミアのフス支持者（ウィクリフ派）は憤慨してフス派を形成、カトリックとの対立を強めていった。ヴェンツェルは異端排除を切望するジギスムントと新教皇マルティヌス5世の圧力を受けて右往左往していたが、1419年2月にジギスムントらに譲歩しプラハの教会をカトリックへ返還、フス派の教会を3つしか残さないとする決定を下した。これが引き金となり、7月30日に激怒したフス派が起こした第一次プラハ窓外放出事件を契機に、ボヘミアはフス戦争へと突入していく。ヴェンツェルは事件の知らせを聞いてショックで卒中を起こし、8月16日に死んでしまった。58歳だった。
1370年にバイエルン公アルブレヒト1世（皇帝ルートヴィヒ4世の五男）の娘ヨハンナ（1362年頃 - 1386年）と結婚し、死別後1389年にヨハンナの従兄バイエルン＝ミュンヘン公ヨハン2世（アルブレヒト1世の甥）の娘ゾフィー（1376年 - 1428年）と再婚した。いずれの結婚でも子が得られず、ヴェンツェルの死後はジギスムントが相続人となったが、ボヘミアにはフス戦争で長い間入れず、彼が名実共にボヘミア王になるにはフス戦争終結後の1436年までかかった。

## 人物
とにかく評判の悪い人物で、無能、怠惰、酔っ払い、短気など数々の欠点が挙げられている。例として、1398年5月にフランス王シャルル6世と教会大分裂解決の方針を話し合うランスの会談に出席した際、前日から酔いつぶれたままという失態を演じた。会談も不調に終わり、ヴェンツェルの醜態だけが知られることになった。
分別の無さも見られ、1388年7月に神聖ローマ帝国の都市同盟と諸侯が争っている最中にアラゴン王フアン1世と狩猟を知らせあう使節を派遣したこと、皇帝戴冠式の資金目当てで1382年にイングランドと政略結婚を結んだことが挙げられる。短気で怒りっぽい性格でもあり、ヤン・ネポムツキーの拷問に自ら手を貸した、串焼き料理人の技術の未熟さに怒って殺したなど残酷なエピソードも語られている。家領のルクセンブルクを抵当へ入れたことも非難の一因になっている。
ただ、チェコではヴェンツェルは好評な一面もあり、プラハにおける父の建設事業を継続させたことと街の整備、プラハの王室図書館の拡充など功績を挙げた。チェコ文化に親しんでいたこと、大貴族牽制のため市民を側近に取り立てたこと、素面では市民に愛想よく振る舞っていたこと、最晩年を除きフス派を擁護し続けていたことからドイツ、ルクセンブルクのヴェンツェルに対する評価は厳しいが、チェコの評判は良い傾向にある。